# Roccafluvione
Roccafluvione est une commune italienne de la province d'Ascoli Piceno, dans la région Marches.
Il s'agit d'un comune sparso dont le siège communal se trouve au hameau de Marsia.

## Administration
| Période                                  | Période | Identité | Étiquette | Qualité |
| ---------------------------------------- | ------- | -------- | --------- | ------- |
|                                          |         |          |           |         |
| Les données manquantes sont à compléter. |         |          |           |         |

### Hameaux
Agelli, Casacagnano, Casebianche, Casaregnano, Forcella, Guandali, Marsia (siège communal), Meschia, Osoli, Pedara, Scalelle, Valcinante.

## Sport
- Tonino 78

### Communes limitrophes
Acquasanta Terme, Ascoli Piceno, Comunanza, Montegallo, Palmiano, Venarotta